# Verso il sud (film 2005)
Verso il sud (Vers le sud) è un film del 2005 diretto da Laurent Cantet.
La pellicola è stata presentata in concorso alla 62ª Mostra internazionale d'arte cinematografica di Venezia. Alla rassegna Ménothy Cesar ha ottenuto il Premio Marcello Mastroianni come miglior attore emergente.

## Trama
Tre turiste nordamericane di mezza età si concedono una vacanza nell'isola di Haiti, allietate dalla compagnia di aitanti giovani locali. Le donne alloggiano in un albergo lussuoso e frequentano spiagge da sogno senza (volere) vedere la povertà e la mancanza di libertà che affliggono la popolazione. Ma quando due di loro cominciano a contendersi lo stesso ragazzo, l'atmosfera di quello che avrebbe dovuto essere un periodo spensierato s'incrina.

## Riconoscimenti
- 62ª Mostra internazionale d'arte cinematografica di Venezia
  - Premio Marcello Mastroianni a Ménothy Cesar